# Estatut d'Autonomia d'Extremadura de 1983
L'Estatut d'Autonomia d'Extremadura de 1983 és la norma institucional bàsica de la Comunitat Autònoma extremenya.
El 25 de febrer de 1983 va ser aprovada per les Corts Generals la Llei Orgànica de l'Estatut d'Autonomia d'Extremadura. En ella s'estableixen les competències que corresponen a la Comunitat Autònoma, així com l'organització institucional, l'organització judicial, els principis de l'economia i la hisenda de la Comunitat entre altres aspectes.
L'Estatut d'Autonomia consta de 63 articles organitzats en 6 Títols, 6 disposicions addicionals, 8 disposicions transitòries i 1 disposició final.
L'Estatut va ser reformat cinc vegades, el 1991, el 1994, el 1999, el 200230 gener 2019 i el 2011. La reforma més important és la de 1999, ja que s'eleva el sostre competencial al nivell de les Comunitats Autònomes conegudes com a "històriques", entre les quals destaca la gestió de la Sanitat i l'Ensenyament, s'atorga al president de la Junta de Extremadura la facultat de dissoldre l'Assemblea d'Extremadura i la possibilitat de crear òrgans com del Defensor del Poble Extremeny i un Tribunal de Contes Extremeny. Els primers paràgrafs de l'Estatut són:
1. Extremadura, com expressió de la seva identitat regional històrica, dintre de la indissoluble unitat de la nació espanyola, es constituïx en Comunitat Autònoma d'acord amb la Constitució espanyola i amb el present Estatut, que és la seva norma institucional bàsica.
2. La Comunitat Autònoma d'Extremadura, a través d'institucions democràtiques, assumeix l'exercici del seu autogovern regional, la defensa de la seva pròpia identitat i valors i la millora i promoció del benestar dels extremenys.
3. Els poders de la Comunitat Autònoma d'Extremadura emanen del poble, de la Constitució i del present Estatut.

La reforma de 2011 va ser publicada com Llei Orgànica 1/2011, de 28 de gener.